# アルベルト・チコテ
アルベルト・チコテ・デル・オルモ (スペイン語: Alberto Chicote Del Olmo, 1969年6月23日 - )は、スペインの料理人、テレビタレント、司会者、作家、俳優。
料理人としてのキャリアにおいて、伝統的なスペイン料理と日本料理をミックスさせた料理で頭角を現し、スペイン美食界におけるフュージョン料理のパイオニアの一人である。  現在、Madridにあるレストラン「Puertalsol(プエルタルソル)」と「Omeraki(オメラキ)」を経営している。またテレビ番組の司会者としても知られ、「Pesadilla en la cocina」、「¿Te lo vas a comer?」、「トップシェフ」などの番組を担当している。

## 来歴
アルベルト・チコテ・デル・オルモは、1969年6月23日、マドリードのカラバンチェル・アルト地区に生まれた。美食に加え、ラグビーやアーチェリーなどのスポーツも愛好している。幼少期から青年期にかけて、マドリードのラグビーチームに所属し、ハビエル・バルデムとともにプレーした。

## 料理人としての経歴
若い頃から美食に関心を持っていたチコテは、17歳でマドリード高等ホスピタリティ・観光学校（Escuela Superior de Hostelería y Turismo de Madrid、カサ・デ・カンポに所在）に入学した。1990年代には、マドリードの名だたるレストランの厨房で経験を積み、「ルクーロ」ではアンヘル・ガルシア、「サラカイン」ではベンハミン・ウルディアン、「ラ・レコレタ」ではベレン・ラギアのもとで腕を磨いた。さらに、他の都市でも修行を重ね、「シバリス」（Vigo）ではトニ・ビセンテ、「マル・デ・アルボラン」（Malaga）ではイグナシオ・ムグルサとともに働いた。その後、スイスへ渡り、本格的な料理人としての研修を受けた。
1995年にマドリードへ戻ると、エル・セナチェロの厨房で初めてシェフとしての職を務め、アンダルシア料理の独自の再解釈によって高い評価を得た。1999年には、ベンハミン・カジェスがオーナーを務めるレストラン「NODO」のシェフに就任し、スペイン料理と日本料理の融合を目指した。このプロジェクトにより、チコテはスペインにおけるフュージョン料理の先駆者の一人として広く認知されるようになった。
2005年には、マドリードで開催されたガストロノミーイベント「Madrid Fusión」にて年間最優秀シェフに選ばれる栄誉に輝いた。
2006年以降、チコテはサラマンカ地区にある「パン・デ・ルホ」（同じくカジェスが所有するレストラン）のシェフも兼任し、革新的なデザインの空間でオルタナティブな料理を提供する新たな挑戦を始めた。さらに、国際的な料理イベントやマスタークラスにも積極的に参加し、料理界での存在感を強めていった。彼は2012年までこの2つのレストランを牽引したが、その後、テレビ番組『Pesadilla en la cocina』（料理界の悪夢）の出演に専念するため、退任を決意した。
2014年、チコテは自身初のレストラン「Yakitoro」をオープン。日本料理の焼き鳥をモチーフに、独自の解釈を取り入れたメニューを提供した。最初の店舗はマドリードのグラン・ビア近くにあり、その成功を受け、翌年（2015年）にはカステリャーナ通りに2号店を開店。さらに、2016年にはペドロ・オルメドとともに、スペイン料理店「Puertalsol」を開業した。この店は、プエルタ・デル・ソルにあるエル・コルテ・イングレス（El Corte Inglés）の5階に位置している。
チコテは2020年11月までYakitoroの運営に携わっていたが、その後、パートナーであるインマクラーダ・ヌニェスとともに、新たなレストラン「Omeraki」の開業に専念するために退任した。Omerakiのメニューは、旬の食材を活かしたチコテ独自の創作料理を中心に構成されている。開店は2022年4月を予定していたが、最終的に2022年6月7日にオープンした。